# 関一人
関 一人（せき かずと、1975年9月11日 - ）は、静岡県出身のセーリング選手。2004年アテネオリンピックセーリング男子470級銅メダリスト。土浦日本大学高等学校でヨット部に入部。日本大学卒業。
2004年アテネオリンピックでは轟賢二郎と組み、日本男子初のメダルを獲得。